# ロイ (モデル)
ロイ（ROY、2000年〈平成12年〉3月16日 - ）は、日本のファッションモデル、タレント、歌手、TikToker、YouTuber。本名は谷上 ロイ（たにがみ ろい）。「日本一うるさいモデル」として親しまれる。

## 来歴
2000年3月16日、ナイジェリア人の父と日本人の母の間に生まれる。3歳まで神奈川県横浜市で過ごし、その後埼玉県で育った。
埼玉栄中学校・高等学校在学中には、吹奏楽部でトロンボーンを担当しつつコンサートマスターも務めており、全日本吹奏楽コンクールに2回出場した経験を持つ。2018年に高校を卒業後、法政大学社会学部へ進学。2023年に大学を卒業。
2019年夏にTikTokの動画で約540万回の再生回数となり話題を呼び、同年にYouTubeチャンネル「ROYROY NETWORK」を開設。
同年7月30日にデジタルシングル『パスタセニョリータ』で歌手デビュー。2021年には、DJのMATZとのコラボレーションプロジェクトとして、デジタルシングル『あっちこっちそっちどっち』、『パ・ラ・パ・ピ』、『KNOCK KNOCK』をリリースした。
2020年より、毎日放送のバラエティ番組『林先生の初耳学』にて、「初耳トライ～やってみたらどうなる学～」や「ロイくんの長時間かけて撮影シリーズ」などのコーナーにリポーターとして出演。
2022年1月4日、TOKYO MXの情報番組『5時に夢中!』の火曜レギュラーに就任。
2023年5月31日、道路交通法違反（速度超過）で起訴されたことを受けて、活動の自粛を発表。8月10日、所属事務所TWIN PLANETを退所し、無所属で活動を再開。
2024年6月26日、TikTokerで元グラビアアイドルのエリカとYouTuberコンビ「外資系銀行員AB」を結成。
同年12月7日より、ABEMAのリアリティ番組『HASHTAG HOUSE』に出演。
同年12月16日、自身の性的指向については明かさなかったが、タチであることを公表。

## 出演

### テレビ番組
- 林先生の初耳学「初耳トライ～やってみたらどうなる学～」「ロイくんの長時間かけて撮影シリーズ」（MBS、2020年 - 2023年） - リポーター[15]
- オトラクション（TBS、2021年 - 2022年） - 準レギュラー* 5時に夢中!（TOKYO MX、2022年1月4日 - 2023年6月6日） - 火曜レギュラー[8][16]
- 阿佐ヶ谷アパートメント（NHK総合テレビジョン、2022年4月18日 - 2023年5月8日） - 住人
- ギャル問のすゝめ（テレビ大阪、2023年12月6日 - 現在） - レギュラー[17]

### ウェブ番組
- 超十代チャンネル（YouTube、2019年 - 2021年）
- HASHTAG HOUSE（ABEMA、2024年12月7日 - 現在）[13]

## 音楽作品

### デジタルシングル
1. パスタセニョリータ（Music Star、2019年7月30日）[5]
2. あっちこっちそっちどっち（STARBASE INC.、2021年3月29日）[6]
3. パ・ラ・パ・ピ（STARBASE INC.、2021年8月10日）[7]
4. KNOCK KNOCK（STARBASE INC.、2021年9月21日）
5. チキンマサラにナンつけたい（TWIN PLANET、2022年10月4日）
6. 無理（TWIN PLANET、2022年10月22日）
7. KuriBocci（TWIN PLANET、2022年11月24日）
8. なんで牛乳はペットボトルに入ってない？（2023年8月10日）
9. ままチョア（2023年8月16日）
10. レスキューレスキュー（2023年8月22日）
11. わらびもち（2023年8月26日）
12. もしゾンビが来たら（2023年8月30日）
13. バイト不謹慎（2023年9月14日）
14. 田邊さん（2023年9月27日）
15. 先生学べ（2023年10月21日）
16. どゆひとがタイプですか？（2023年11月4日）
17. 甘党しんでれら（2023年11月21日）
18. キャラメル（2023年12月29日）
19. 宇宙モンスター（2024年1月11日）
20. 恋愛偏差値3（2024年2月21日）
21. 屋根をシェアしよ（2024年6月16日）
22. とりま風呂はいろ（2024年6月30日）
23. 腹痛（2024年7月14日）
24. ニキビできて無理（2024年8月14日）
25. ナイナイ（2024年10月10日）
26. ダラダラ（2024年10月27日）